# Axel Kahrs
Axel Kahrs (* 6. März 1950 in Wustrow (Wendland)) ist ein deutscher Schriftsteller.

## Leben
Kahrs studierte Germanistik und Geschichte an der Georg-August-Universität in Göttingen. Von 1979 bis 2013 war er als Oberstudienrat am Gymnasium Lüchow tätig. Ab 1991 war er auch Lehrbeauftragter an der Leuphana Universität Lüneburg im Bereich der Angewandten Kulturwissenschaften. Schwerpunkte seiner Arbeit sind die Themengebiete: Literaturbetrieb der Gegenwart, Buchmarkt, Literaturkritik, Literaturvermittlung, staatliche Literaturförderung, aktuelle Tendenzen der Literatur und Kulturtourismus.
In der Zeit von 2005 bis 2007 leitete er das Projekt Literatur Raum Elbe (LRE) im Literaturzentrum Norddeutschland, einer Ausstellungs- und Forschungseinrichtung zur Literatur in Norddeutschland und der Elb-Region.
Er war von 1981 bis 2013 (32 Jahre lang) als wissenschaftlicher und künstlerischer Leiter der niedersächsischen Stipendiatenstätte Künstlerhof Schreyahn tätig, zunächst ehrenamtlich, ab 1997 als Honorarkraft. Hier leitete er seit 1991 auch diverse Veranstaltungen und Ausstellungen, so die Veranstaltungsreihe Lüchow-Dannenberger Bücherfrühling. Von 2000 bis 2017 hatte er die Funktion des Vorstandsvorsitzenden der in Lüchow (Wendland) ansässigen Nicolas-Born-Stiftung inne. Von 2000 bis 2003 gehörte er zum Herausgebergremium der book-on-demand-Edition einst @ jetzt im Revonnah-Verlag Hannover.
Kahrs ist seit 2007 Mitglied des PEN-Zentrums Deutschland. Darüber hinaus gehört er dem Verband deutscher Schriftsteller an. 2015 wurde Axel Kahrs mit dem Bundesverdienstkreuz am Bande ausgezeichnet. 2019 erhielt er den Johannes-Gillhoff-Preis der Gillhoff-Gesellschaft in Ludwigslust.
Er ist verheiratet und lebt in Lüchow (Wendland).

## Werke

### Monographien
- Wahlen und Machtergreifung in Lüchow-Dannenberg. Hitzacker 1983
- Wendland literarisch. Ein Streifzug durch die Literaturgeschichte des Landkreises Lüchow-Dannenberg. Göttingen 1985
- Dichter Reisen. Literarische Streifzüge durch Mecklenburg, Altmark und Prignitz. Lüchow 1990
- Arno Schmidt in Hitzacker und an der Elbe. Literarische Erkundungen. Lüchow 2018
- Klopstock? - Natürlich! Der Dichter, die Naturlyrik und die Grafen von Bernstorff. Lüchow 2024

### Herausgaben
- …mitten in Deutschland… Die Grenzöffnung 1989 im Spiegel der EJZ. Hrsg. zusammen mit Ch. Beyer, Lüchow 1992
- Der Landvermesser. Gedenkbuch für Nicolas Born. Hrsg. zusammen mit Ch. Beyer, Lüneburg 1999
- Die Uhren ticken anders – Notate in Schreyahn. (Tagebuchtexte von A. Stadler, U. Friesel, K. Höcker, T. Stroheker), Hannover 2001
- Gewitterlicht von Reinhard Jirgl, 2002, Herausgeber (Lektorat u. Nachwort)
- Im Wendland ist man der Wahrheit näher – Klassische Reportagen über Lüchow-Dannenberg aus vier Jahrzehnten. Lüchow 2007
- Luchovia – Lüchow – Lutschou. Ein literarisch-historisches Stadtporträt in zwanzig Skizzen., Lüchow 2008
- Literarischer Führer Deutschland, hrsg. gemeinsam mit Fred Oberhauser, 2008 im Insel-Verlag, Frankfurt
- Grenzinschriften – Texte über Fluchten und Vertreibungen, Wiederfinden und Neuanfänge an der innerdeutschen Grenze. Hrsg. zusammen mit Constanze Neuling, Lüchow 2009
- Dichters Rundling - Wendlands einzigartige Dörfer im Spiegel der Literatur, Herausgegeben von Axel Kahrs. Lüchow 2014
- unter Freunden - Nicolas Born. Leben, Werk und Wirkung. Herausgegeben von Axel Kahrs, Göttingen 2017

### Mitautor/Mitarbeit
- Die Gruppe 47 (Ko-Autor), Edition Text & Kritik, München, 1980, 3. Aufl. 2004
- Handbuch „Literatur in Niedersachsen“, hrsg. vom Literaturrat Niedersachsen (Beiratsmitglied), Göttingen 2000

### Aufsätze, Beiträge
- Die Intellektuellen im Grünen – Beobachtungen zu einer Kulturgeschichte des Wendlandes nach 1945. In: Hannoversches Wendland, 12. Jahresheft 1987/88, auch als Feature im Deutschlandfunk
- Grete Mindens Verschwinden und Wi-derkehr – Literatur und Tourismus in der Altmark. In: IFKA-Institut, Altmark 2000, Bielefeld 1993
- Es trifft sich also nur die Gruppe 47 – Die Gruppe 47 und ihre Herbsttagung im Jagdschloss Göhrde 1961. In: Mare Baltikum 1998, mit Abbildungen, neu abgedruckt in: Das Gesicht der Göhrde, 2006
- Was ich weiss, hat mehr als zwei Seiten – Flucht und Vertreibung in Mecklenburg im Spiegel der Literatur. In: Politische Memoriale. Schwerin 1999
- Modellstadt für eine Novelle – Theodor Fontanes Tangermünde und Zwischen Spott und Frust – Otto Reutters Villa in Gardelegen. In: Dichter-Häuser in Sachsen-Anhalt. Bucha 1999
- So so, ganz gut, doch hie und da beschädigt – Johann Peter Eckermann und du gehst, als gingst du unter Freunden – Nicolas Born zwei Porträts, In: Dichter, Denker, Eigenbrötler. Dreißig niedersächsische Klassiker. Hrsg. v. Klaus Seehafer, Leer 2003
- Ein paar Gedanken zu Borns Elbholz-Gedicht In: Text + Kritik. Zeitschrift für Literatur, Heft 170/2006
- Vom Messerschnitt zur Lebensader – die Elbe literarisch gesichtet In: Lebendige Elbe. ElbeForum 2006, hrsg. v. DUH, Radolfzell 2007
- Festrede zur Verleihung des Gleim-Literaturpreises an Günter de Bruyn. In: Gemeinnützige Blätter. Förderkreis Gleimhaus, 16. Jg., Heft 33/34 2007
- Wahnsinn! Der 9. November 1989 und die Grenzöffnung in Lüchow. In: Festschrift aus Anlass des Stadtjubiläums Lüchow (Wendland) 1158–2008, Lüchow 2008
- Dieser Morgen war der reinste Emil Nolde – Elbtalaue und norddeutsche Tiefebene in Arnold Stadlers Roman „Sehnsucht“. In: Als wäre er ein anderer gewesen – Zum Werk von Arnold Stadler. Hrsg. v. Pia Reinacher, Frankfurt a. M. 2009
- Lexikon-Eintrag „Wolfgang Eschker“, In: Kritisches Lexikon zur deutschsprachigen Gegenwartsliteratur. Hrsg. v. Heinz Ludwig Arnold, 2009
- Literarischer Führer Deutschland – Ein Werkstattbericht. In: Der Heidewanderer. Beilage der Allg. Zeitung, Uelzen (auch in: Altmarkblätter) 2009
- In die Stille hinein knisternder Schlaf – Die Dömitzer Brücke ist ein Kulturdenkmal ersten Ranges. In: Frankfurter Rundschau vom 27./28. März 2010.
- Grenze und Entgrenzung in der Literatur: Teilung – Mauerfall – Vereinigung. in: Grenzziehungen – Grenzerfahrungen – Grenzüberschreitungen. Die innerdeutsche Grenze 1945–1990. Hrsg. v. Th. Schwark u. a., Darmstadt 2011
- ein in die Stille hineinknisternder Schlaf – Die Brücken bei Dömitz in der Literatur. in: S. Kramer (Hrsg.), Spuren der Zeitgeschichte im Kulturraum Elbe, Springe 2012
- Vom Schusterjungen zum Götterliebling - Johann Joachim Winckelmann aus Stendal. In: Altmark-Blätter, Beilage der Altmark-Zeitung, Nr. 49/2017
- Aspekte einer Literaturgeschichte der Elbe. Überlegungen am Extrembeispiel der geteilten Elbe (1945 - 1990). In: Andreas Martin (Hrsg.), Die Elbe. Über den Wandel eines Flusses. Stade und Leipzig 2018
- Niedersachsens Literatur nach 1945: Prägungen und Perspektiven. Ein essayistischer Überblick. In: H. Küster und N. Fischer (Hrsg.), Niedersachsen. Bausteine einer Landeskunde. Kiel 2018
- Nicolas Born als literarische Figur. Der Dichter auf dem Sockel – Nachruhm und Deutung. In: Die Utopie des Alltäglichen. Nachdenken über Nicolas Born. Hrsg. v. Jan-Pieter Barbian, Hannover 2019
- Er soll wieder da sein, mehr geben, alles – Die Freundschaft zwischen Günter Grass und Nicolas Born. In: Volker Neuhaus u. a. (Hrsg.), Freipass. Forum für Literatur, Bildende Kunst und Politik. Berlin 2019
- Mit dem Auge des Entdeckers. Der Schriftsteller Nicolas Born. In: Landluft. Wendland Magazin. Jameln 2019
- Guntram Vesper 1941 – 2020. Nachruf. In: Der Heidewanderer. Beilage der Allgemeinen Zeitung Uelzen, Nr. 44/2020
- Der Historiker Friedrich Meinecke aus Salzwedel und sein Porträt von Konrad von Kardorff. In: Altmark-Blätter. Beilage der Altmark-Zeitung, Salzwedel, Nr. 23–24 und 48/2022